# Адмирал Ушаков (лёгкий крейсер)
«Адмирал Ушаков» — советский крейсер проекта 68-бис. Заводской номер: 626.

## История строительства
- 9 ноября 1950 года — зачислен в списки ВМФ.
- 6 февраля 1951 года — заложен на ССЗ № 194 («Завод им. А. Марти», Ленинград).
- 29 июня 1952 года — спущен на воду.
- 8 сентября 1953 года — введён в строй.

## История службы
- 19 сентября 1953 года — вошёл в состав 8-го ВМФ.
- 16-21 апреля 1954 года — визит в Стокгольм.
- 1955 год — завоевал приз Главкома ВМФ по артиллерийской стрельбе.
- 24 декабря 1955 года — переведён в состав ДКБФ.
- 3 ноября 1956 года — переведён на КСФ.
- 1957 год — проходил испытания по обеспечению взлёта и посадки вертолёта на ВПП.
- 5 октября 1963 года — переведён в КЧФ.
- 18 февраля 1964 года — выведен из боевого состава ВМФ, законсервирован и поставлен в Севастополе на отстой.
- 15 февраля 1971 года — расконсервирован и введён в строй.
- 6-12 марта 1973 года — визит в Латакию.
- 15-19 октября 1973 года — визит в Таранто.
- 19-22 октября 1973 года — визит в Мессину.
- с августа 1974 года — на модернизиции и перестроен на «Севморзаводе» в Севастополе по проекту 68-А.
- 7-10 августа 1981 года — визит в Варну.
- 28 февраля 1983 года — вторично выведен в резерв и законсервирован в Севастополе.
- 16 сентября 1987 года — разоружён и исключён из состава ВМФ.
- 1992 год — продан частной индийской фирме на металл.

## Командиры корабля
| Звание          | Фамилия, Имя, Отчество       | Период      |
| --------------- | ---------------------------- | ----------- |
| капитан 1 ранга | Юлинец Юрий А.               | 1952 — 1953 |
| капитан 1 ранга | Бандура Алексей Семёнович    | 1953 — 1954 |
| капитан 1 ранга | Илясов Степан Ефимович       | 1955 — 1958 |
| капитан 1 ранга | Забаев Михаил Иванович       | 1958 — 1959 |
| капитан 1 ранга | Певнев Иван Иванович         | 1959 — 1962 |
| капитан 1 ранга | Савельев Б. И.               | 1962        |
| капитан 1 ранга | Зинченко Павел Гаврилович    | 1962 — 1964 |
| капитан 1 ранга | Григорьев А. И.              | 1964 — 1966 |
| капитан 2 ранга | Барашов Михаил Захарович     | 1966 — 1969 |
| капитан 1 ранга | Костылев Борис Александрович | 1969 — 1971 |
| капитан 1 ранга | Жилин Карл Иванович          | 1971 — 1972 |
| капитан 1 ранга | Шумихин Юрий Фёдорович       | 1972 — 1974 |
| капитан 1 ранга | Кусков Анатолий Викторович   | 1974 — 1982 |
| капитан 1 ранга | Цубин Александр Сергеевич    | 1982 — 1984 |
| капитан 1 ранга | Баранов Владимир Николаевич  | 1984 — 1988 |

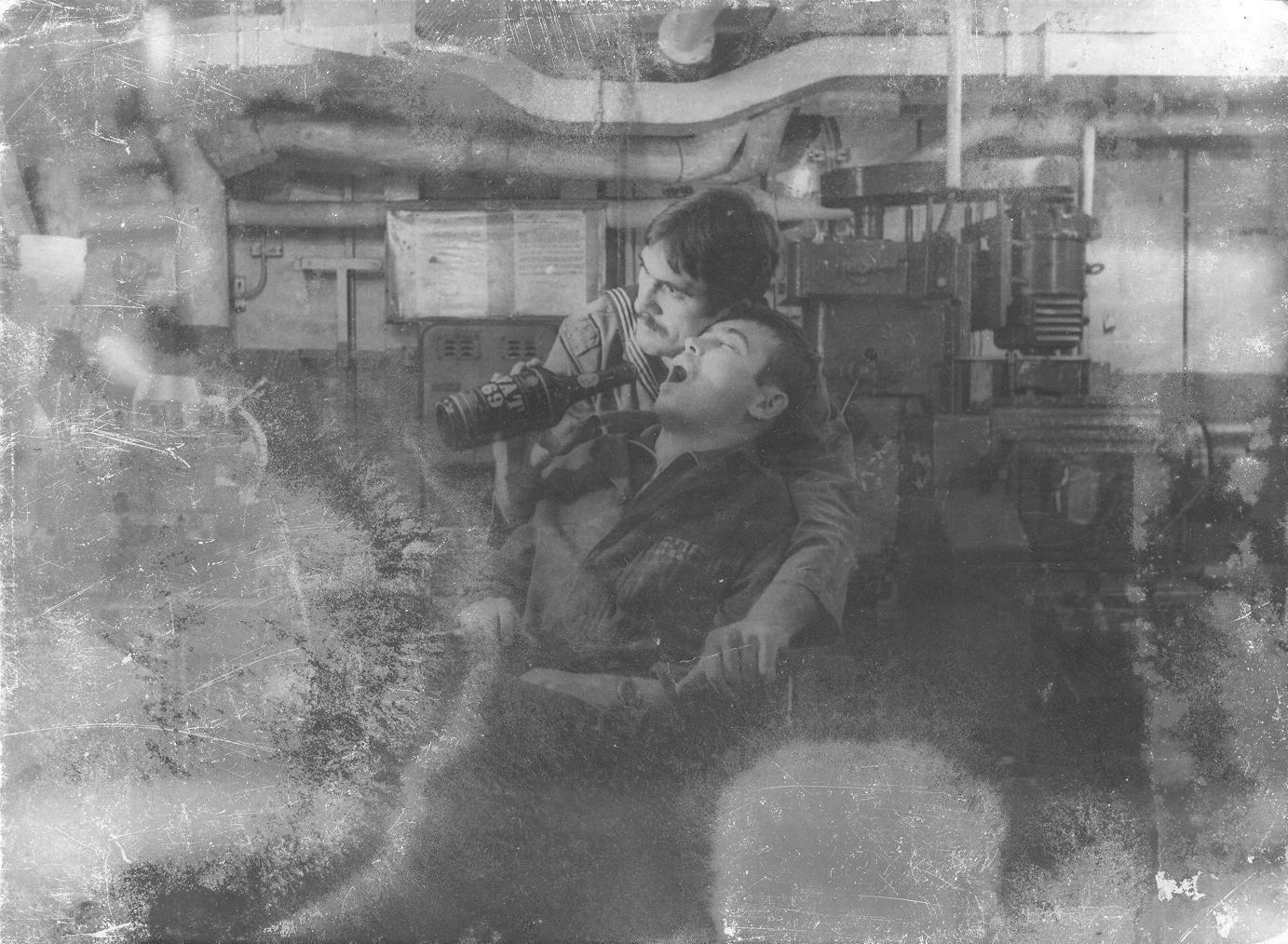
«Годки» крейсера «Адмирал Ушаков» веселятся в мехмастерской. 1980 г.
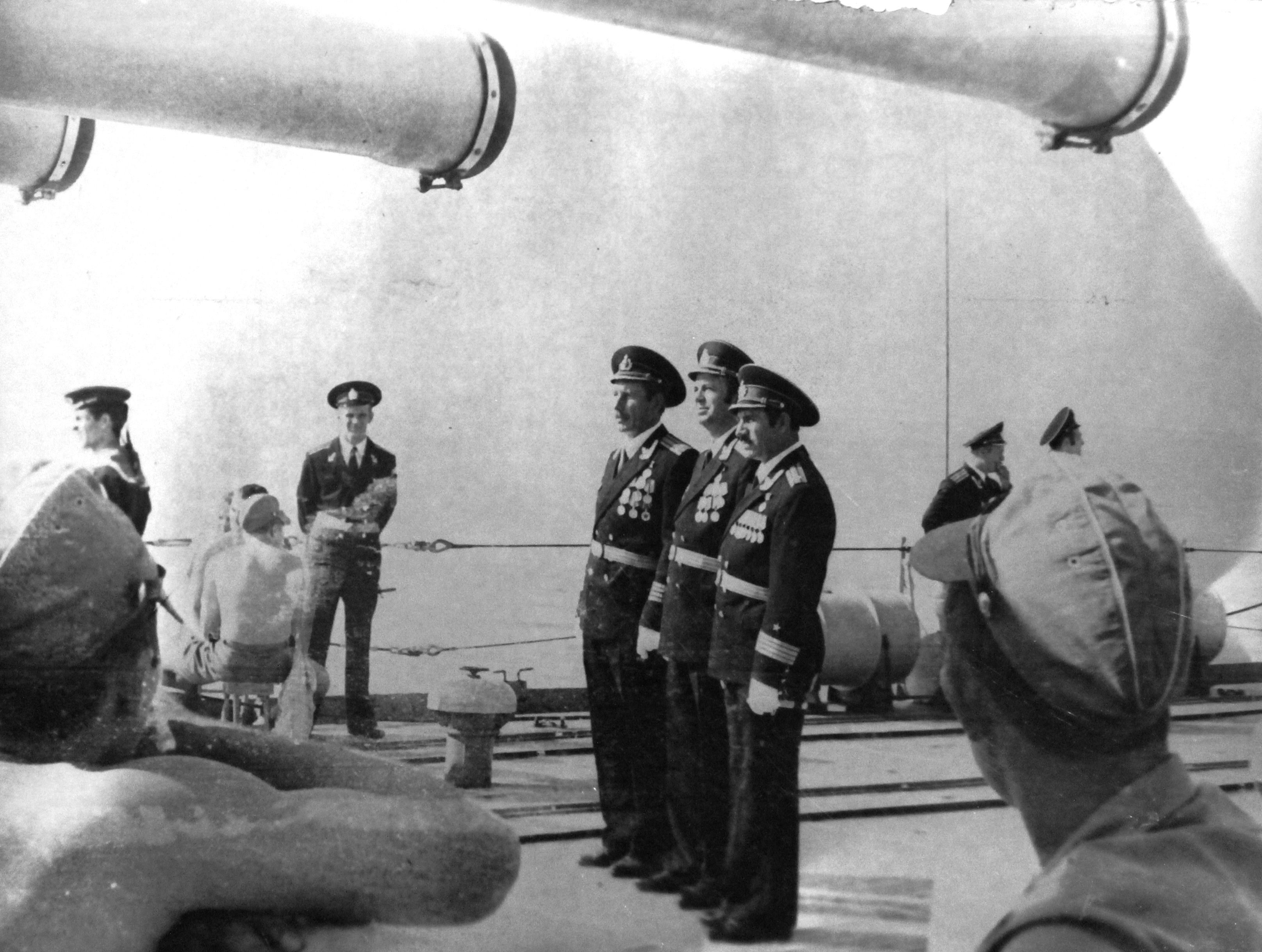
Высшее руководство из Генштаба на палубе крейсера «Адмирал Ушаков». Средиземное море. 1981 г.
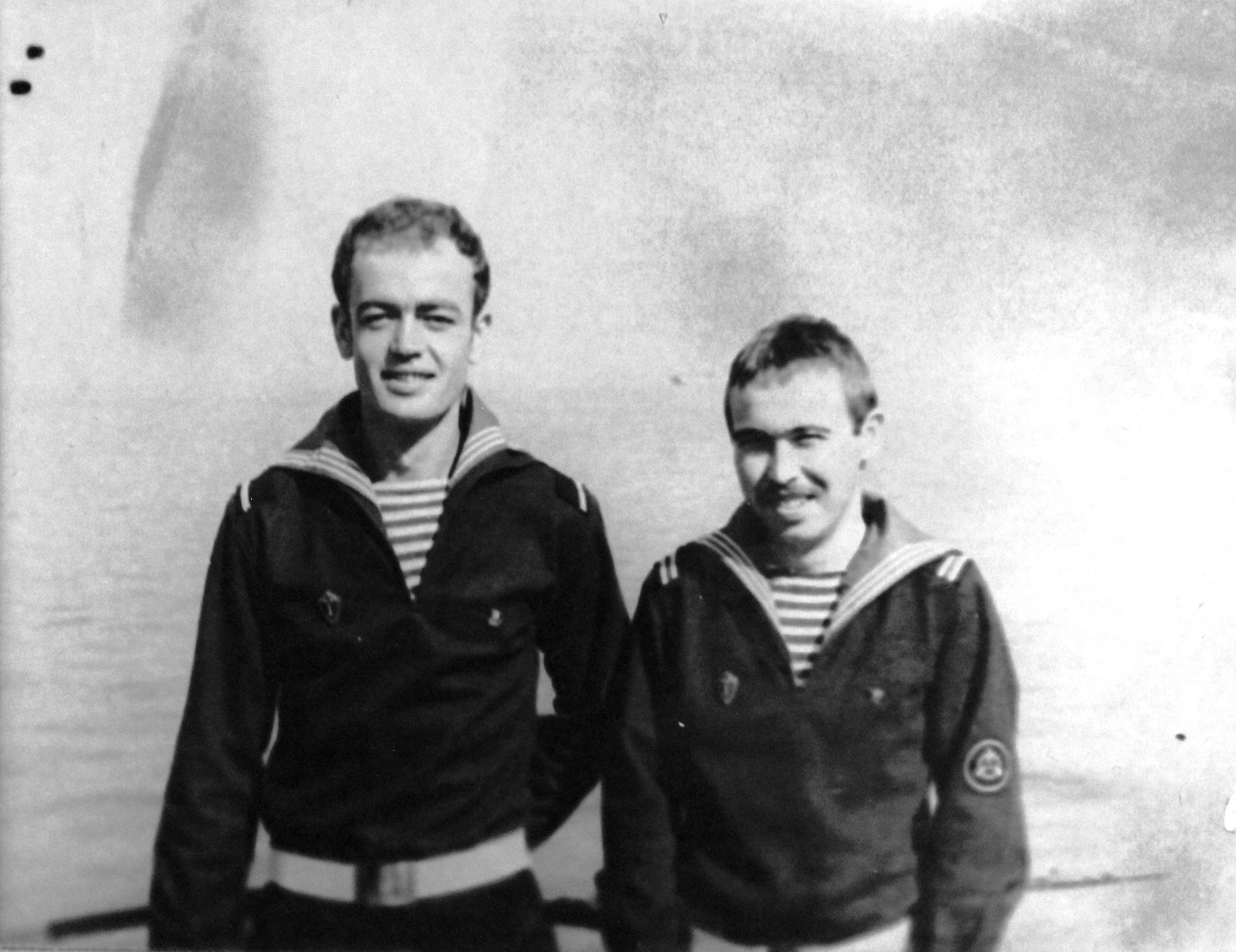
«Годки» на палубе крейсера «Адмирал Ушаков». Севастополь. 1981 г.
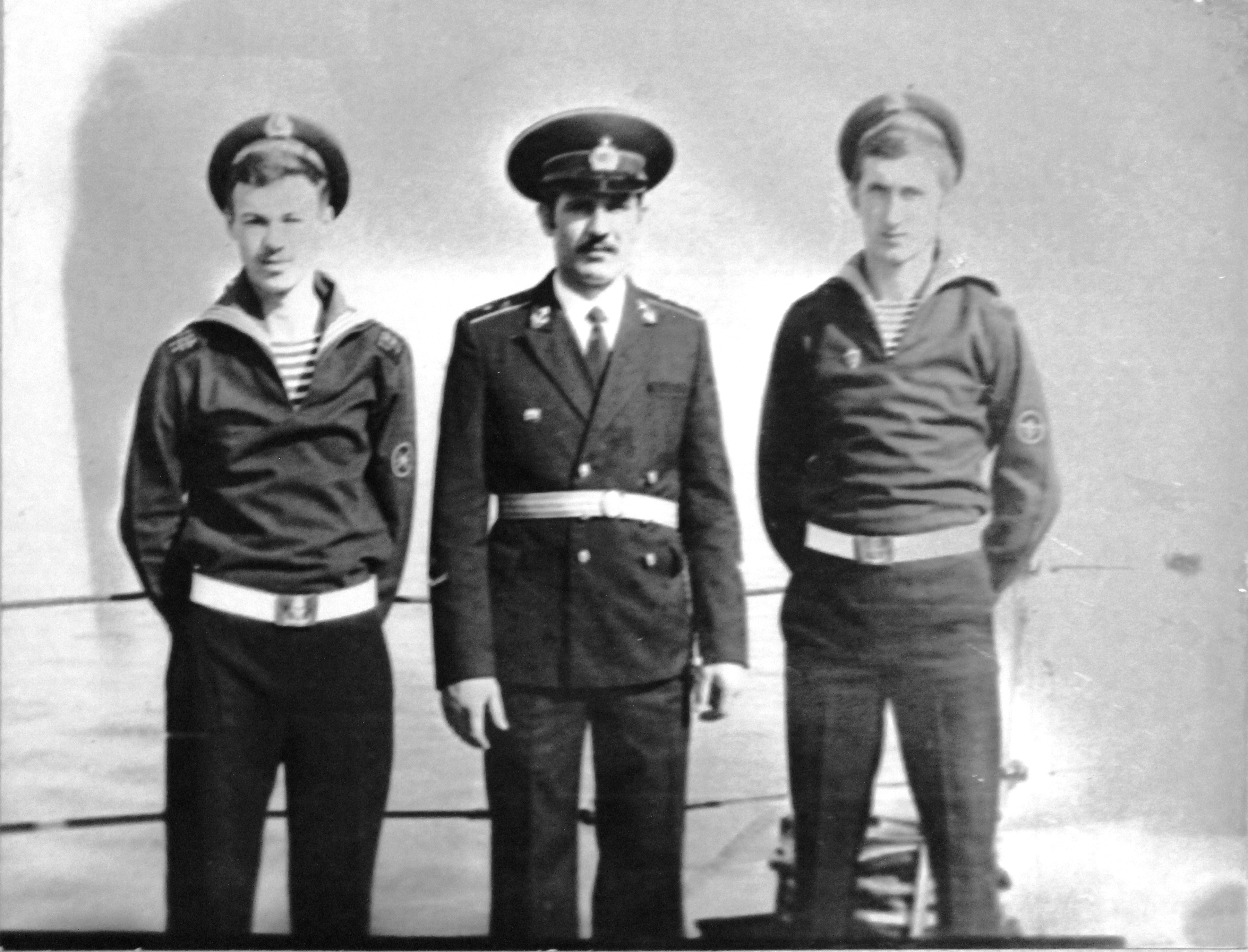
«Годки» с мичманом Леусом на палубе крейсера «Адмирал Ушаков». Севастополь. 1981 г.
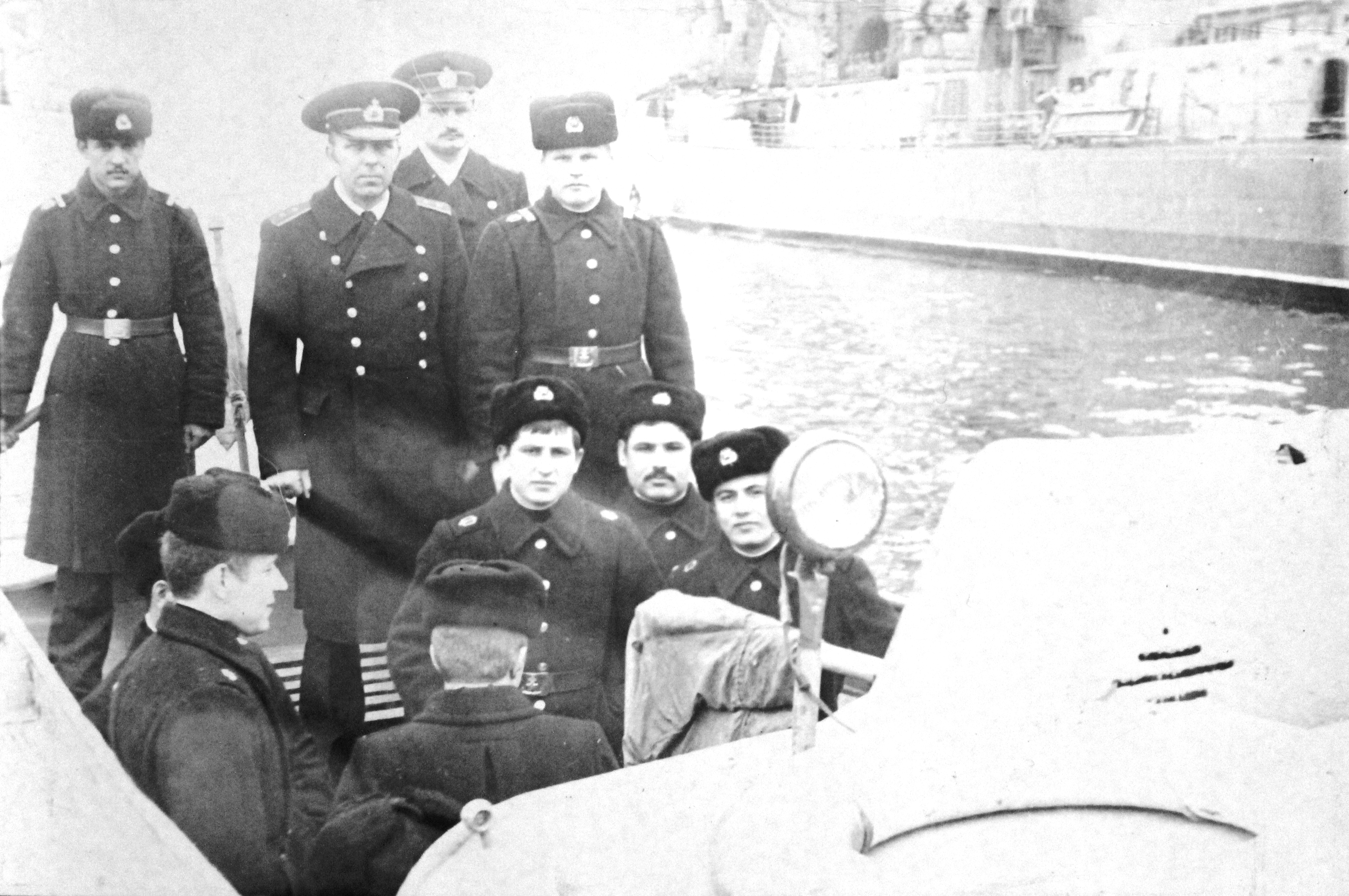
Барказ для перевозки рядового состава
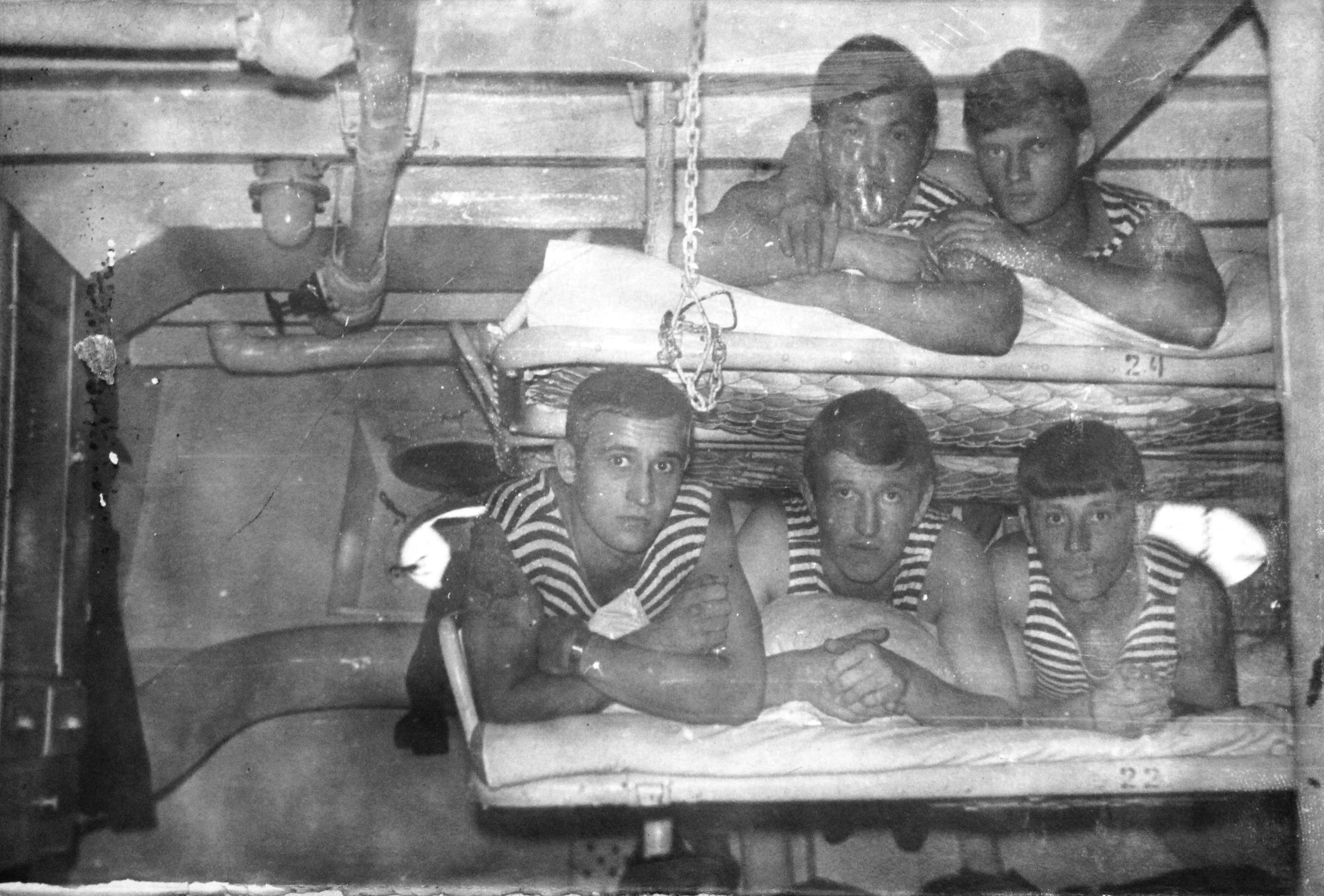
В кубрике крейсера «Адмирал Ушаков».1980-1983 г.
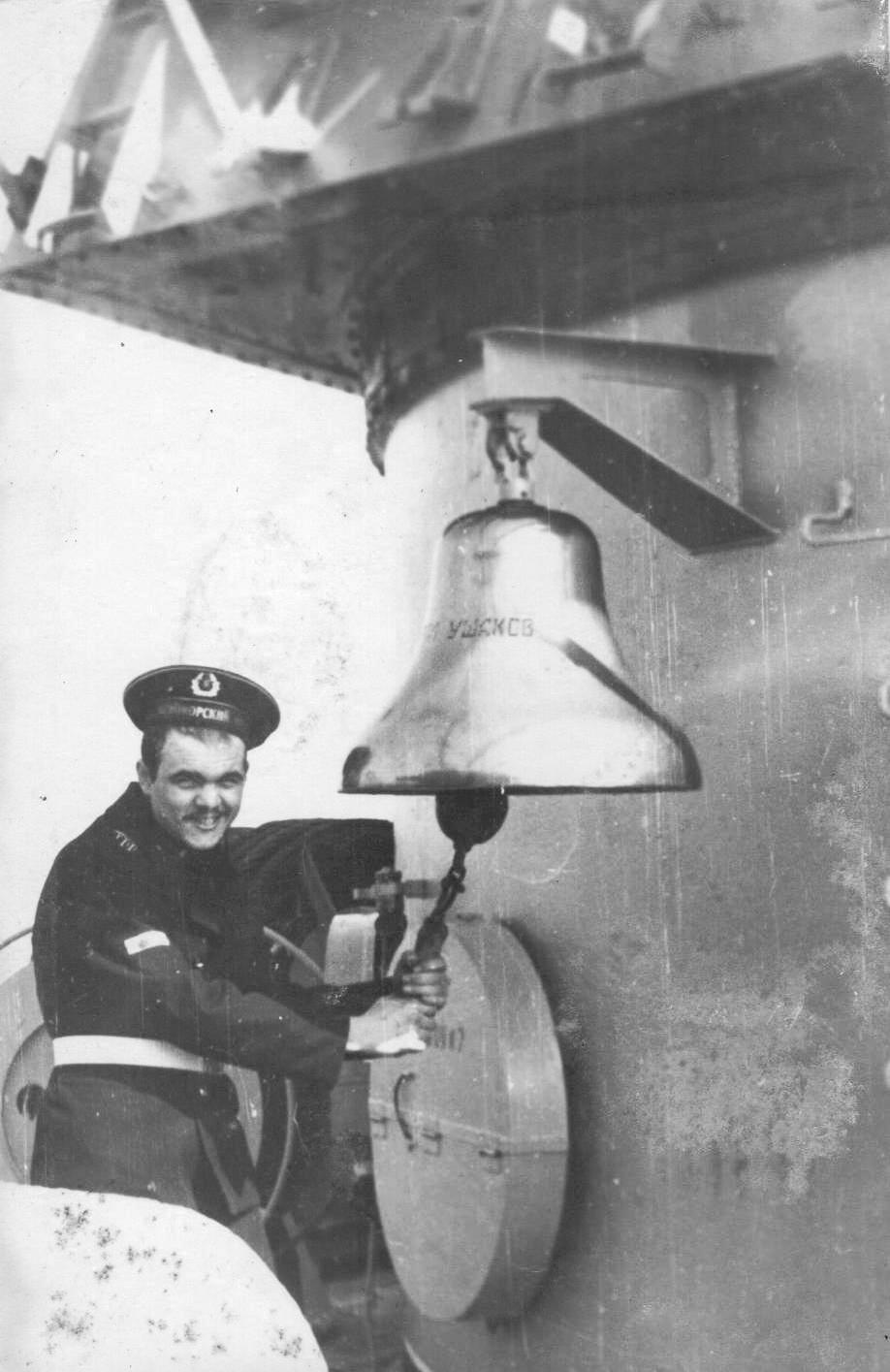
Вахтенный матрос у рынды крейсера «Адмирал Ушаков». Севастополь. 1982 г.
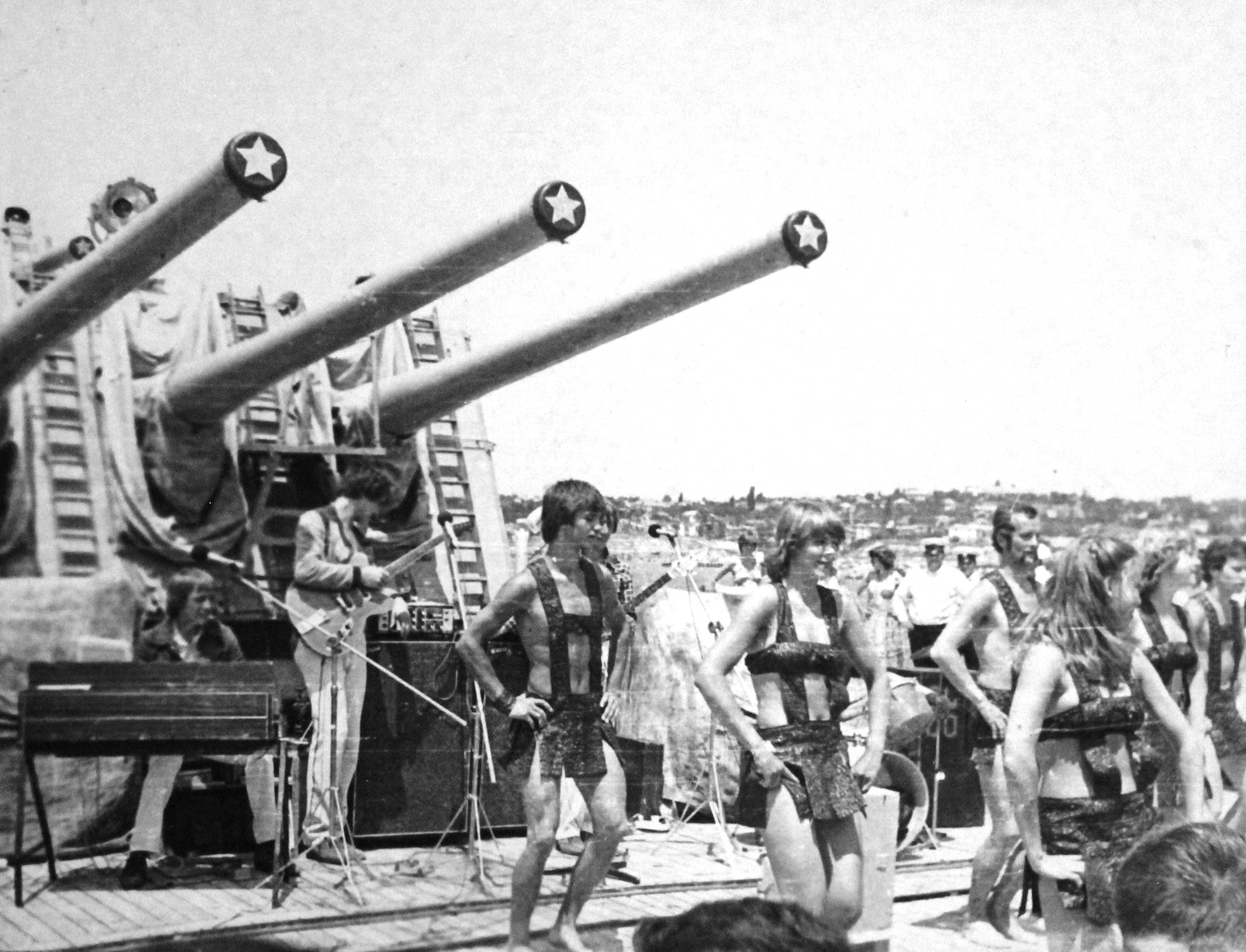
Гастроли прибалтийского ансамбля. Севастополь. 1982 г.
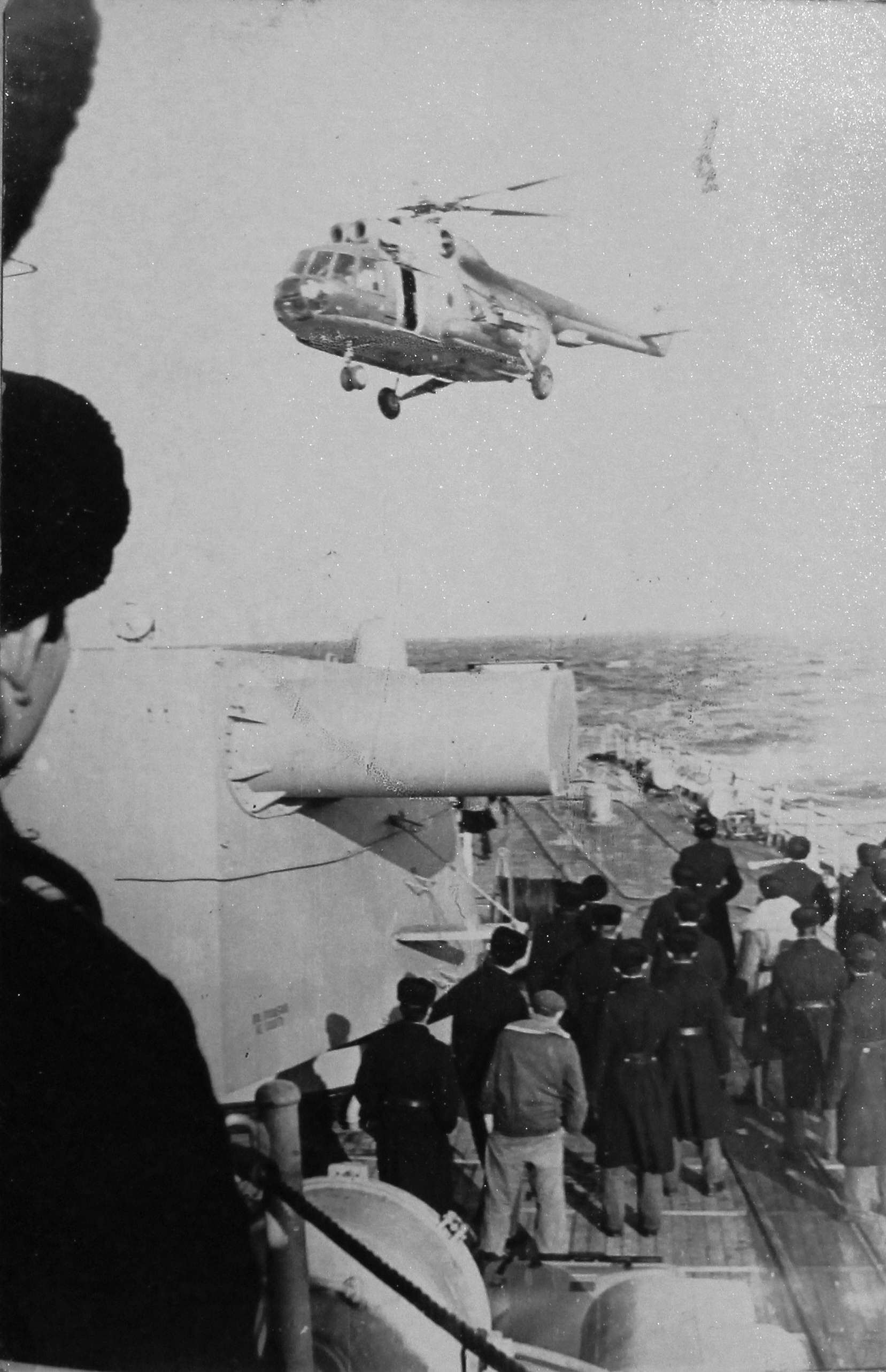
Доставка почты на крейсер «Адмирал Ушаков». 1982 г.
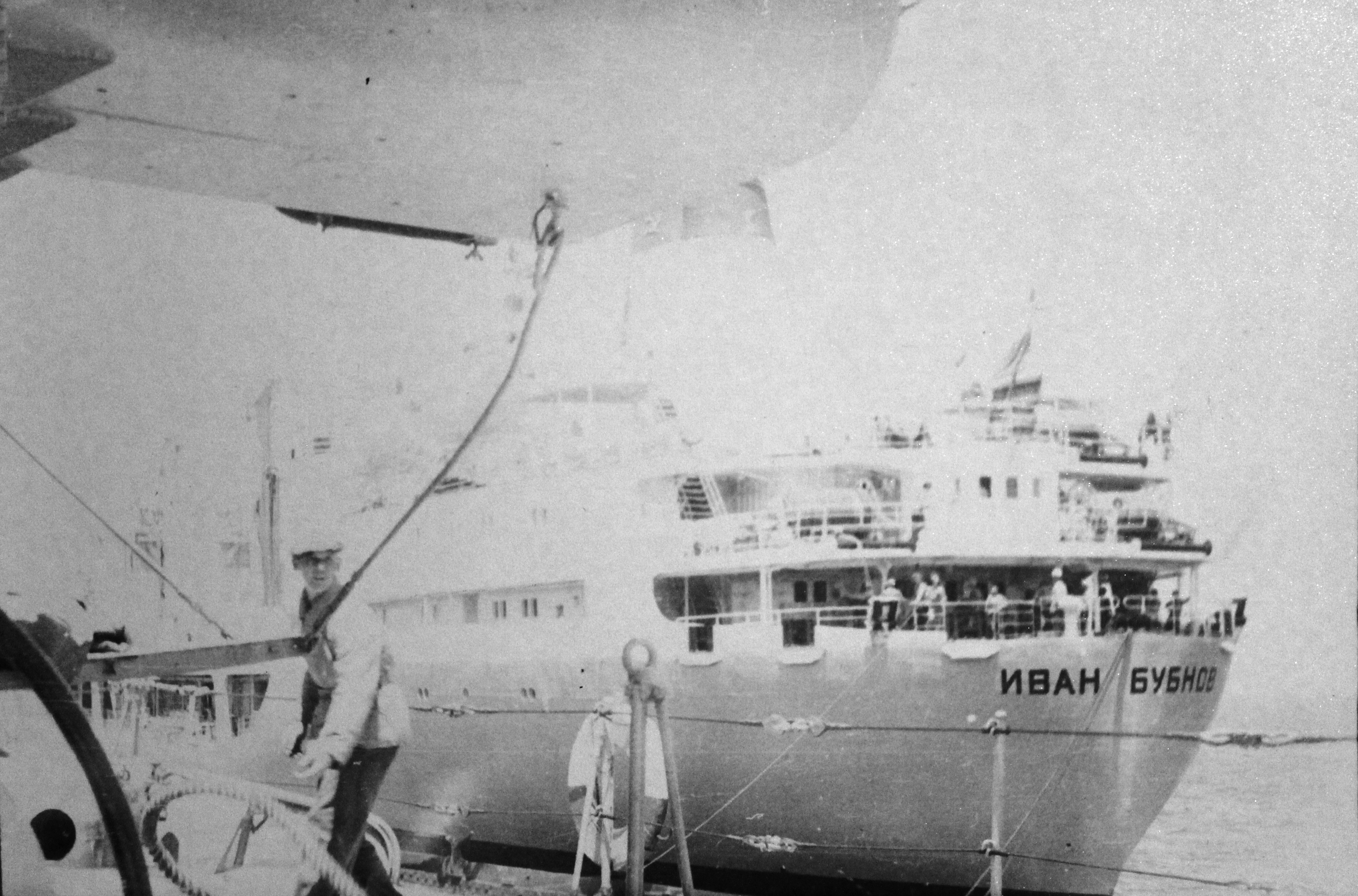
Заправка мазутом с танкера «Иван Бубнов». Средиземное море. 1981 г.
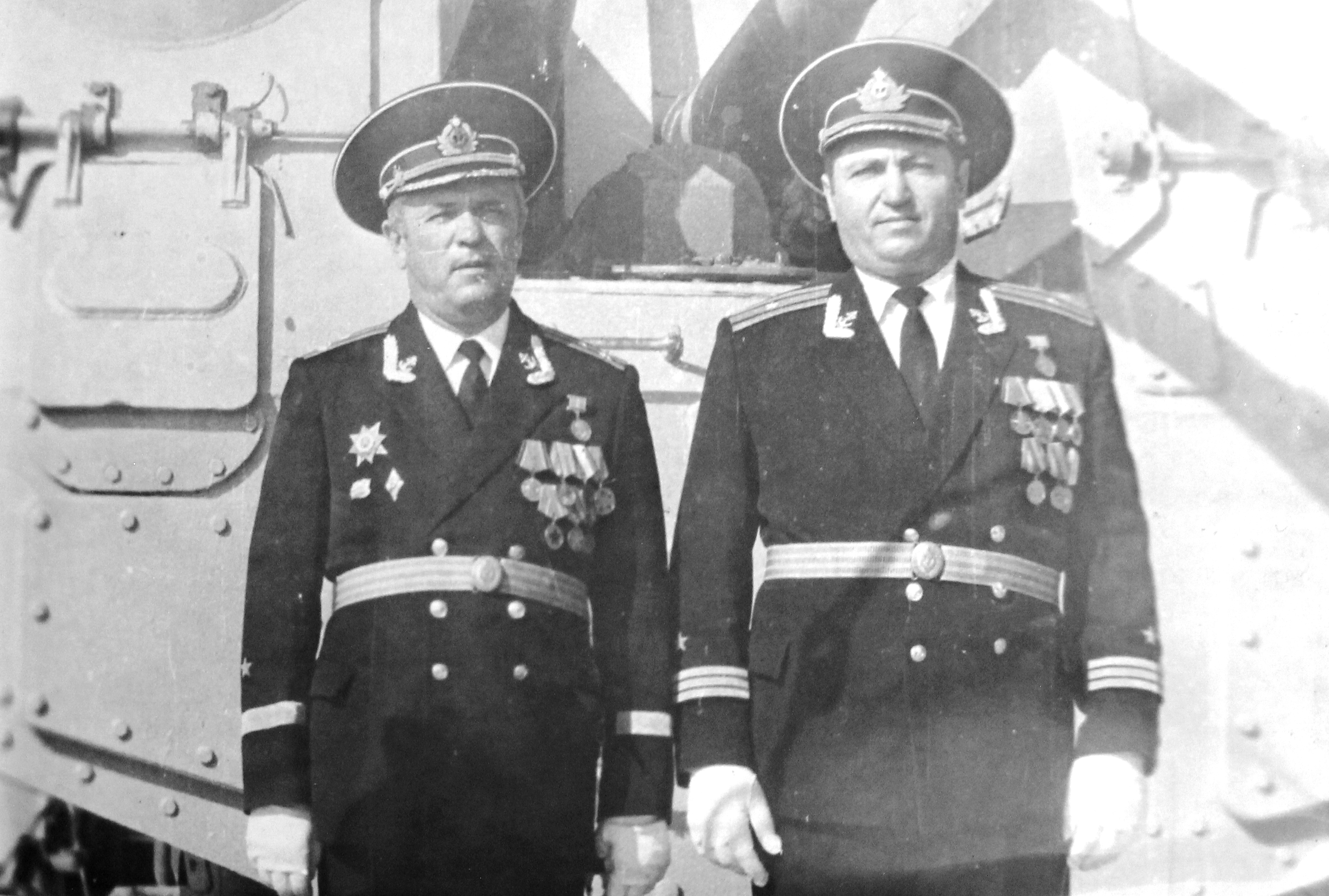
Капитан первого ранга Кусков и замполит Малоештян на палубе крейсера «Адмирал Ушаков». Севастополь. 1982 г.
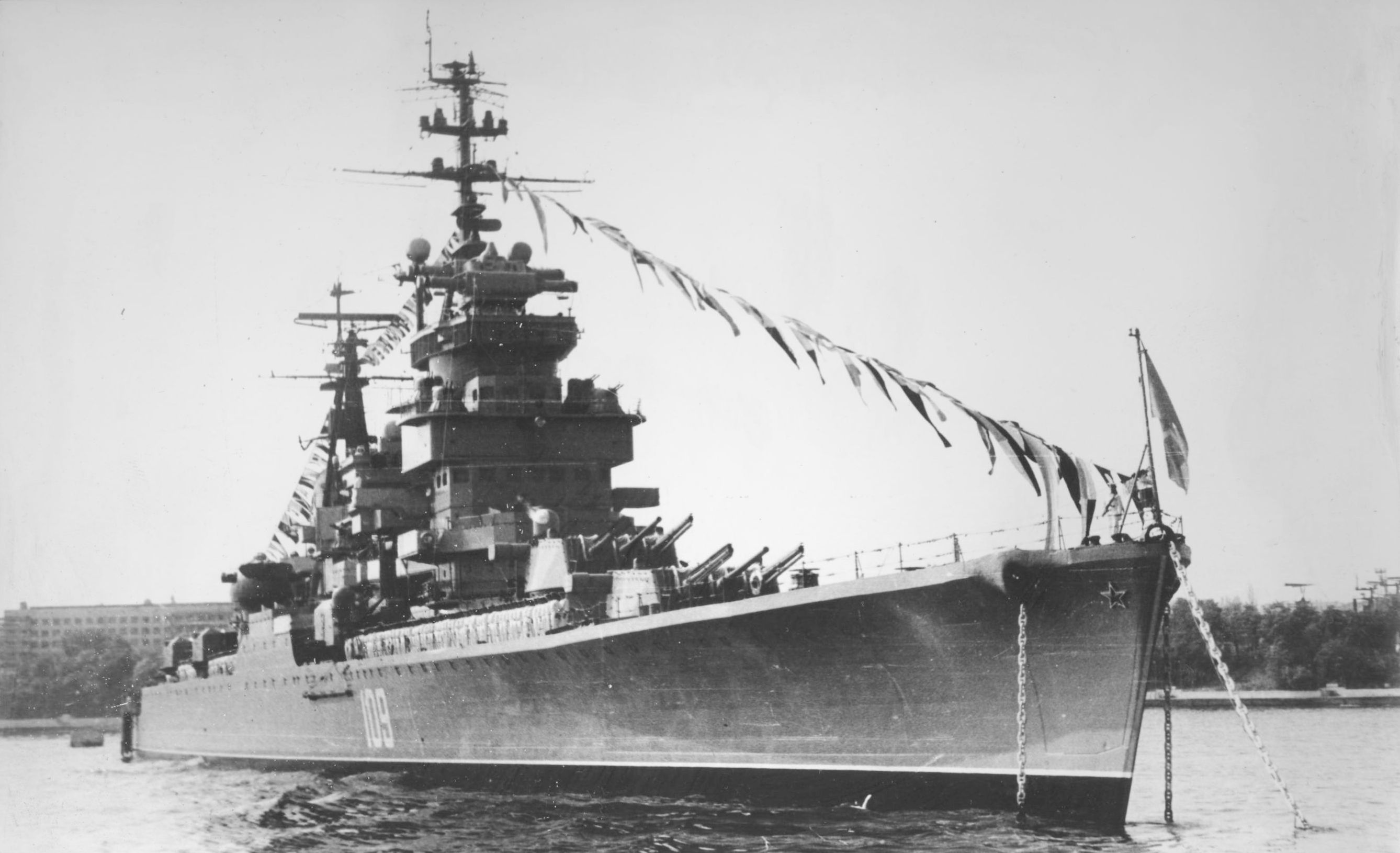
Крейсер «Адмирал Ушаков» в Севастополе. 1979-1981 гг.
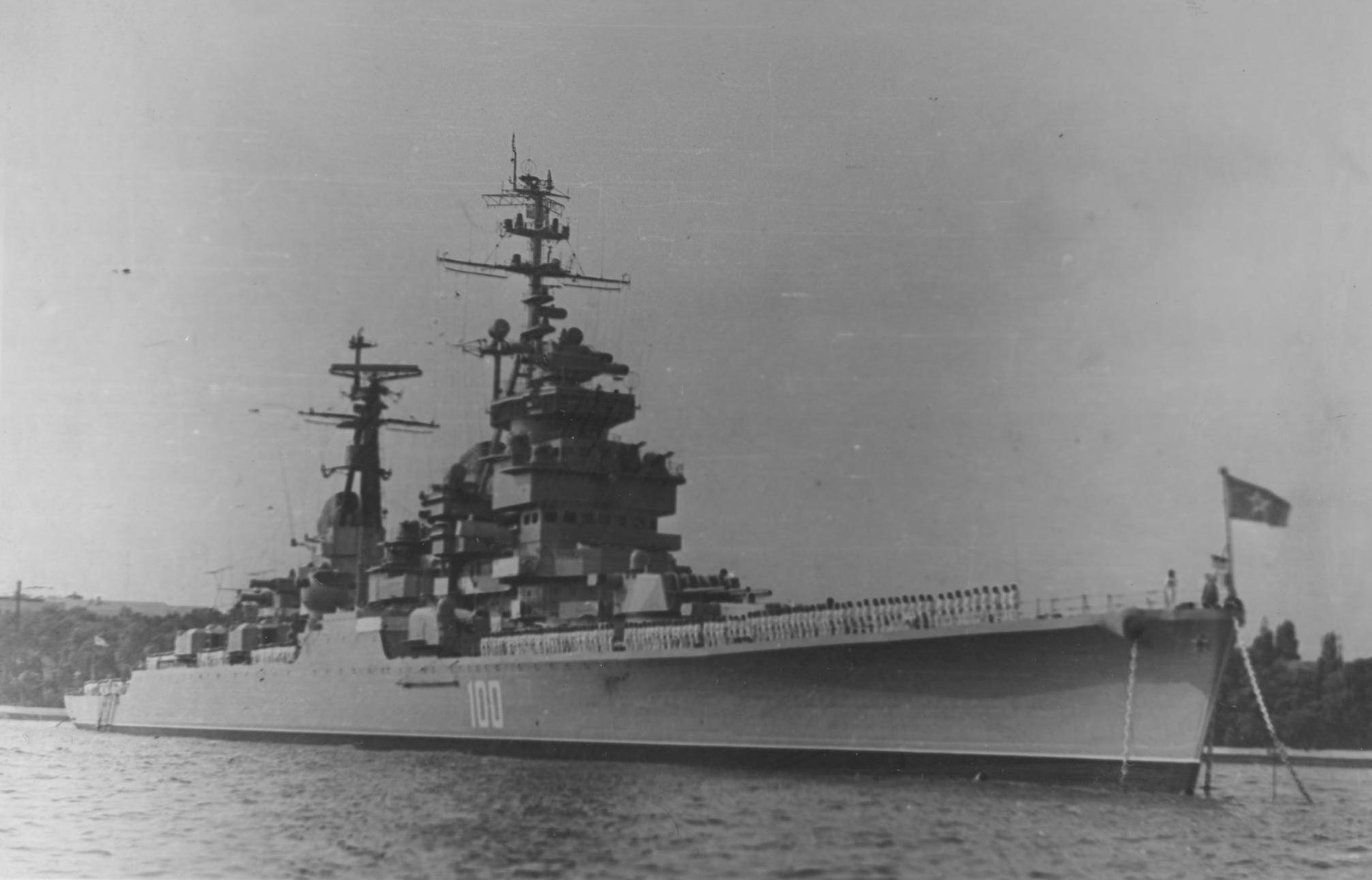
Крейсер «Адмирал Ушаков» в Севастополе. 1981-1983 гг.
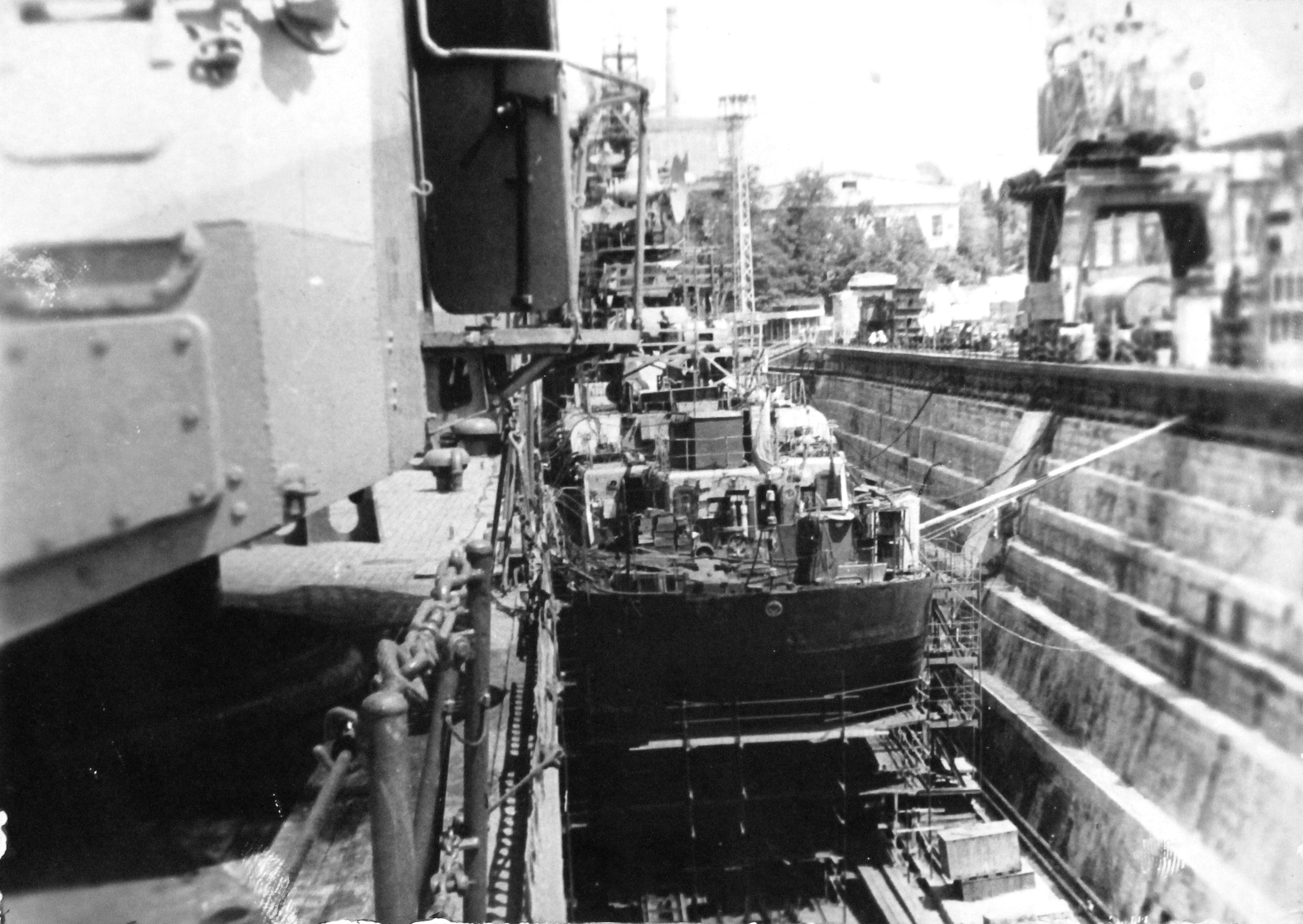
Крейсер «Адмирал Ушаков» на ремонте в сухом доке в Севастополе. 1981 г.
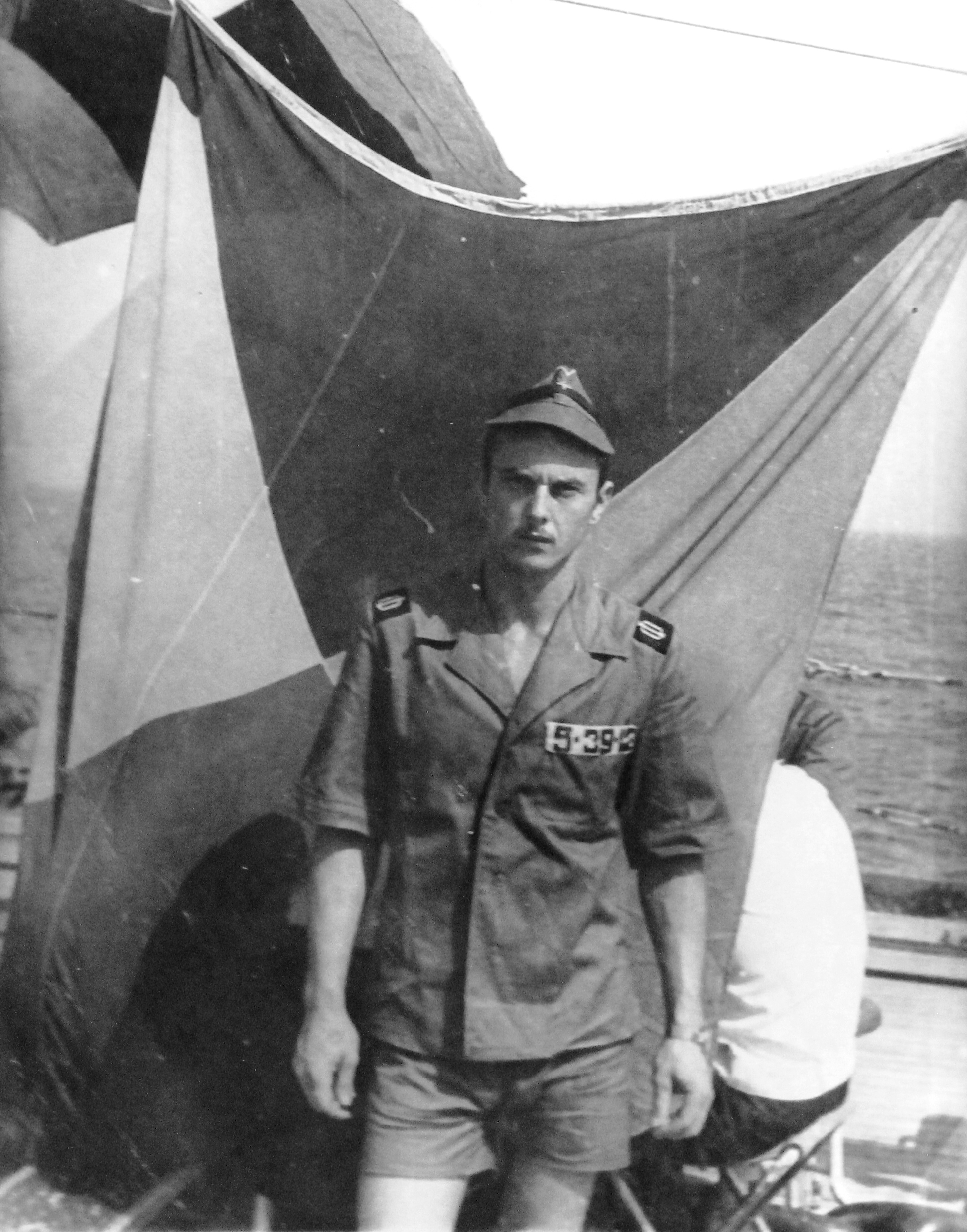
Матрос Кучев на палубе крейсера «Адмирал Ушаков». Средиземное море. 1981 г.
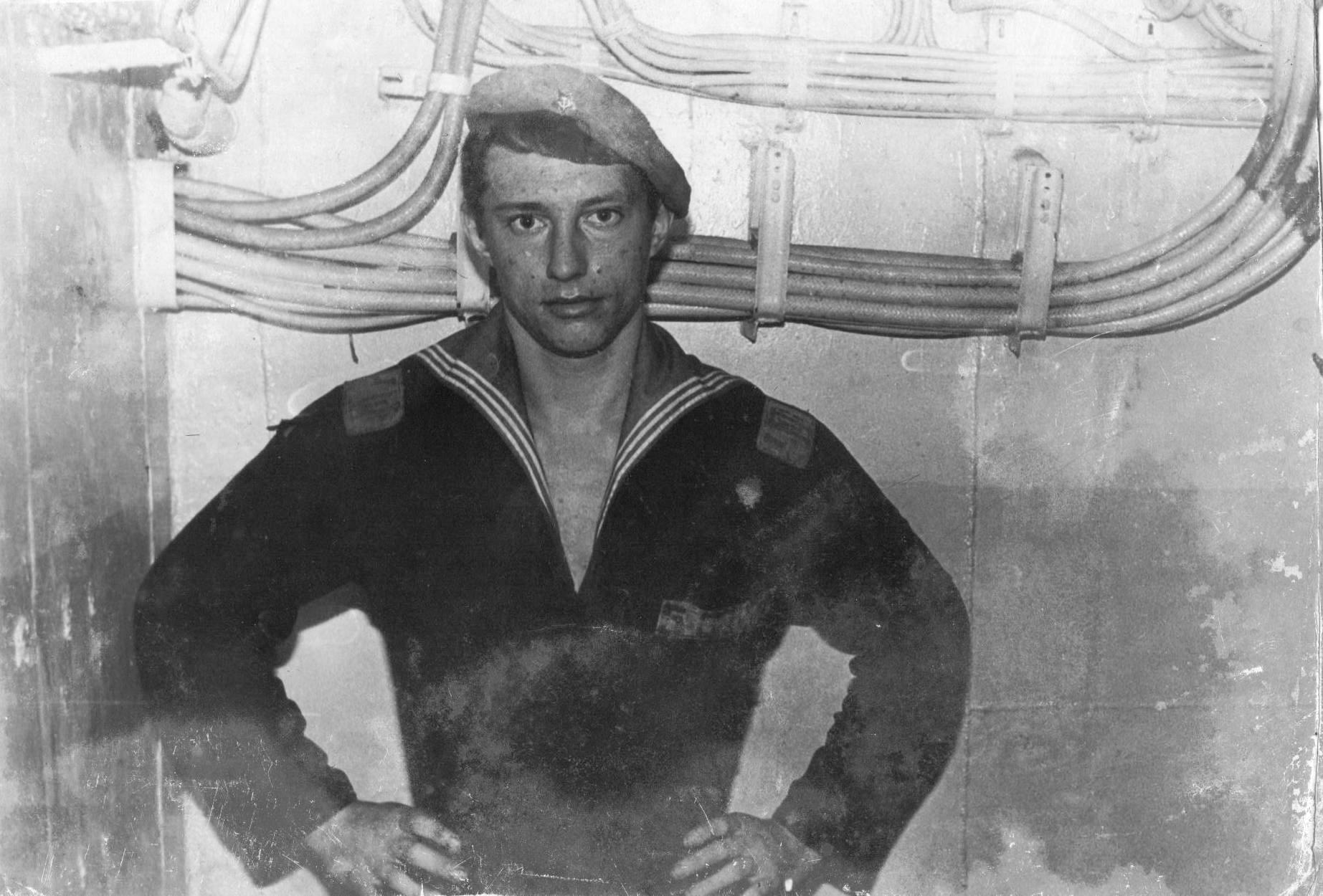
Матрос Мартынов в одном из коридоров крейсера «Адмирал Ушаков». Севастополь. 1982 г.
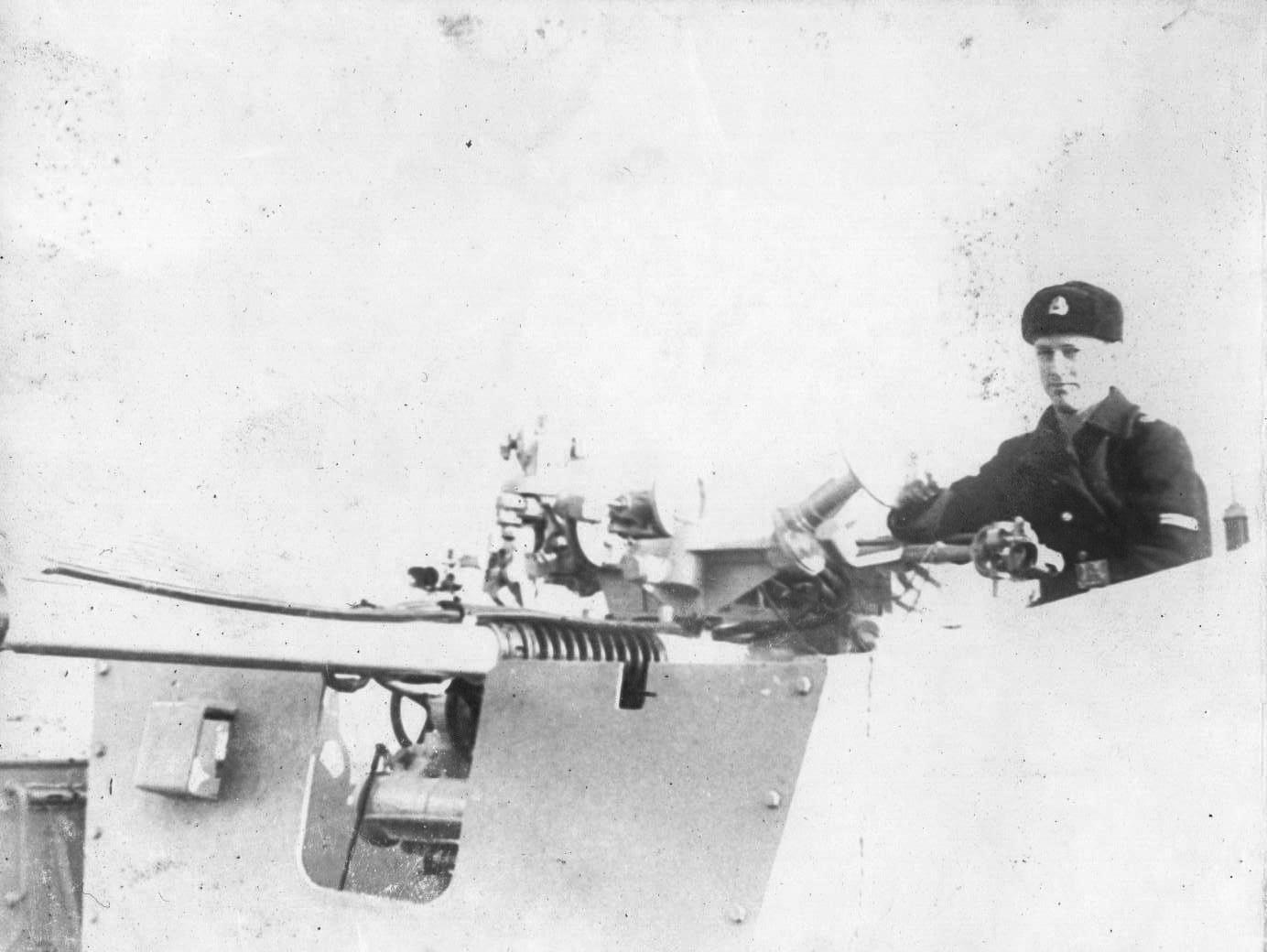
Матрос Мартынов на зенитной установке крейсера «Адмирал Ушаков». Севастополь. 1982 г.
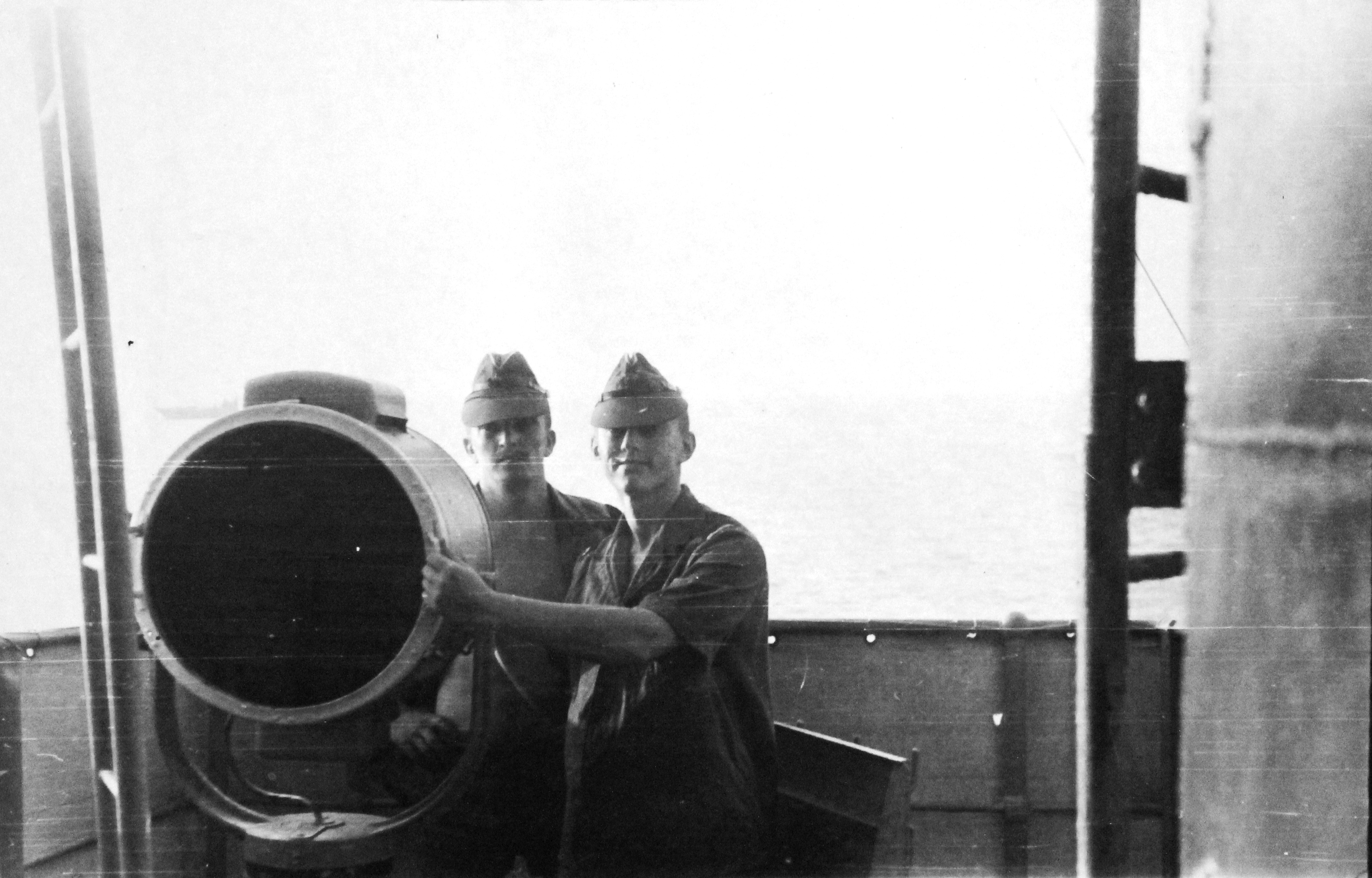
Матросы на прожекторной площадке крейсера «Адмирал Ушаков». Средиземное море. Зима-весна 1982 г.
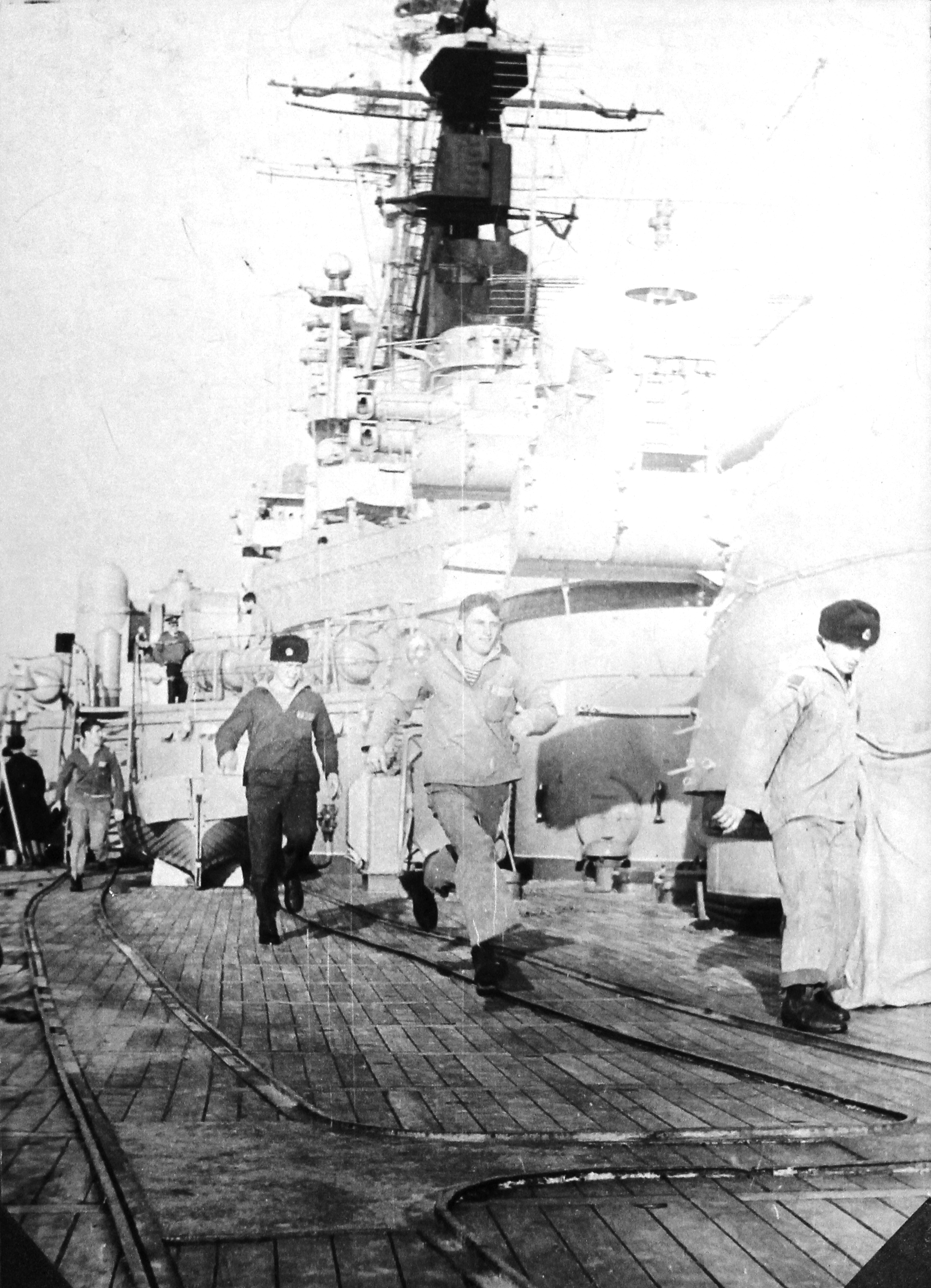
Учебная тревога на крейсере «Адмирал Ушаков». 1982 г.
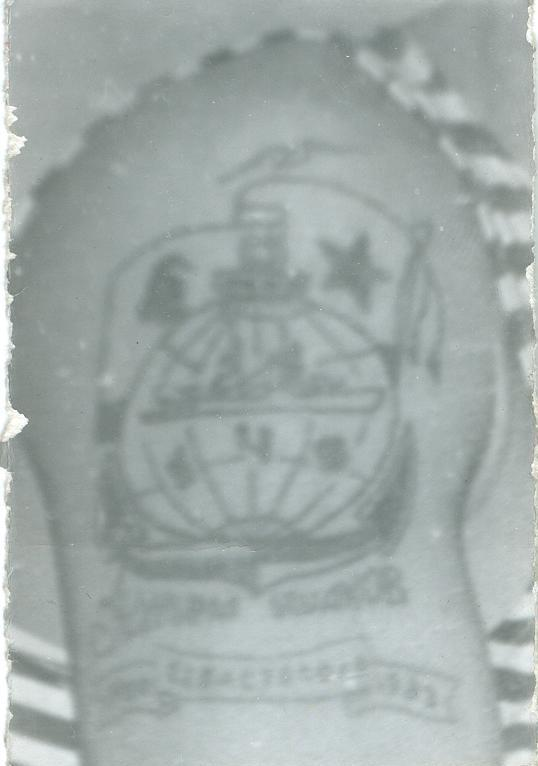
Татуировка члена экипажа крейсера «Адмирал Ушаков»